# Extreme Rules (2019)
Extreme Rules (2019) – gala wrestlingu wyprodukowana przez federację WWE dla zawodników z brandów Raw, SmackDown i 205 Live. Odbyła się 14 lipca 2019 w Wells Fargo Center w Filadelfii w stanie Pensylwania. Emisja była przeprowadzana na żywo za pośrednictwem WWE Network oraz w systemie pay-per-view. Była to jedenasta gala w chronologii cyklu Extreme Rules.
Na gali odbyło się trzynaście walk, w tym dwie podczas pre-show. W walce wieczoru, Brock Lesnar wykorzystał swój kontrakt Money in the Bank i pokonał Setha Rollinsa wygrywając swoje trzecie Universal Championship, po tym jak Rollins i Raw Women’s Champion Becky Lynch obronili odpowiednio swoje tytuły przeciwko Baronowi Corbinowi i Lacey Evans w Last Chance Winner Takes All Extreme Rules Mixed Tag Team matchu. W innych ważnych walkach, Kofi Kingston pokonał Samoa Joe broniąc WWE Championship, AJ Styles pokonał Ricocheta i zdobył po raz trzeci United States Championship, The New Day (Big E i Xavier Woods) pokonali byłych mistrzów Daniela Bryana i Rowana oraz Heavy Machinery (Otisa i Tuckera) wygrywając po raz czwarty SmackDown Tag Team Championship, oraz The Undertaker i Roman Reigns pokonali Shane’a McMahona i Drew McIntyre’a w No Holds Barred Tag Team matchu.

## Produkcja
Extreme Rules oferowało walki profesjonalnego wrestlingu z udziałem wrestlerów należących do brandów Raw i SmackDown. Oskryptowane rywalizacje (storyline’y) kreowane są podczas cotygodniowych gal Raw, SmackDown Live oraz ekskluzywnej dla dywizji cruiserweight 205 Live. Wrestlerzy są przedstawieni jako heele (negatywni, źli zawodnicy i najczęściej wrogowie publiki) i face’owie (pozytywni, dobrzy i najczęściej ulubieńcy publiki), którzy rywalizują pomiędzy sobą w seriach walk mających budować napięcie. Kulminacją rywalizacji jest walka wrestlerska lub ich seria.

### Rywalizacje
Na Stomping Grounds, Becky Lynch zachowała Raw Women’s Championship przeciwko Lacey Evans, a później tego wieczoru Seth Rollins obronił Universal Championship przeciwko Baronowi Corbinowi ze sędzią spejalnym wybranym przez Corbina. Corbin wybrał Evans, która zmieniła trwającą walkę na No Countout, No Disqualification match, a Evans ostatecznie zaatakowała Rollinsa, co skłoniło Lynch do przyjścia mu z pomocą. Rollins później zachował swój tytuł. Następnej nocy na odcinku Raw, Corbin i Evans skonfrontowali się z Rollinsem i Lynch oraz wyzwali ich na Mixed Tag Team match. Rollins i Lynch zgodzili się, o ile oznaczałoby to koniec ich feudu, podczas gdy Corbin i Evans nalegali, aby ich przeciwnicy postawili na szali swoje tytuły. W rezultacie zwycięzcy Last Chance Winner Takes All Mixed Tag Team matchu wygrają zarówno Universal Championship jak i Raw Women’s Championship, walkę ogłoszono na Extreme Rules, z kolejną stypulacją Extreme Rules match dodaną w następnym tygodniu.
Na Super ShowDown, Shane McMahon pokonał Romana Reignsa dzięki interwencji Drew McIntyre’a. Doprowadziło to do walki między Reignsem i McIntyre’em na Stomping Grounds, którą Reigns wygrał, pomimo wielokrotnych prób Shane’a, aby odwrócić uwagę Reignsa. Na następnym odcinku Raw, Shane i McIntyre zdominowali z dzikimi kartami Reignsa w Handicap matchu, dopóki nie pojawił się The Undertaker i zaatakował Shane’a i McIntyre’a. Walka Tag Teamowa z udziałem Reignsa i Undertakera przeciwko Shane’owi i McIntyre’owi został następnie zaplanowany na Extreme Rules, który w następnym tygodniu stał się walką No Holds Barred.
24 czerwca na odcinku Raw, po tym jak WWE Champion Kofi Kingston pokonał Kevina Owensa i Samiego Zayna w kolejnych pojedynkach (zarówno Kingston, jak i Owens pojawili się na zasadzie dzikiej karty), Kingston został przypadkowo zaatakowany przez Samoa Joe, który wykonał uranage na Kingstonie. Gdy sędziowie zajęli się z pomocą Kingstonowi, Joe wrócił i założył na niego Coquina Clutch. Następnie ogłoszono, że Kingston będzie bronił WWE Championship przeciwko Joemu na Extreme Rules. Na kolejnym odcinku SmackDown, Dolph Ziggler, którego Kingston pokonał, aby zachować tytuł na Stomping Grounds, zmierzył się z Kingstonem w Two-out-of-three falls matchu, w którym gdyby Ziggler wygrał, zostałby dodany do walki o mistrzostwo, jednak przegrał.
Na Stomping Grounds, Bayley utrzymała SmackDown Women’s Championship przeciwko Alexie Bliss z Raw. Nikki Cross, która była w narożniku Bliss, uważała, że to jej wina, że Bliss przegrała, gdy próbowała atakować Bayley podczas walki. Na następnym odcinku SmackDown, z dziką kartą Cross pokonała Bayley, zdobywając tym samym Bliss rewanż o tytuł na Extreme Rules. 8 lipca na odcinku Raw, Cross i z dziką kartą Bayley wzięły udział w wyzwaniu Beat the Clock, w którym zwyciężczyni decydowała o walce o mistrzostwo Bayley i Bliss. Cross wygrała i zdecydowała, że walka o mistrzostwo będzie Handicap matchem, w którym Cross i Bliss zawalczą przeciwko Bayley.
Na Stomping Grounds Kickoff, Drew Gulak pokonał byłego mistrza Tony’ego Nese i Akirę Tozawę w Triple Threat match, przypinając Tozawę i zdobywając WWE Cruiserweight Championship. Na następnym odcinku 205 Live, Nese pokonał Tozawę, by zdobyć rewanż z Gulakiem na Extreme Rules Kickoff.
Na Stomping Grounds, Daniel Bryan i Rowan zachowali SmackDown Tag Team Championship przeciwko Heavy Machinery (Otis i Tucker). Na następnym odcinku SmackDown, The New Day (reprezentowani przez Big E i Xaviera Woosa pokonali Bryana i Rowana w walce bez tytułu, zdobywając tym samym walkę o tytuł na Extreme Rules. W następnym tygodniu Heavy Machinery zostało dodane do walki o tytuł po pokonaniu Kevina Owensa i Dolpha Zigglera, zmieniając w ten sposób walkę o tytuł w Triple Threat Tag Team match.
Odkąd został przeniesiony na SmackDown podczas kwietniowego WWE Superstar Shake-up 2019, Aleister Black zaczął pojawiać się w złowieszczych promocjach na backstage’u w ciemnym pokoju, czekając na pretendenta. 25 czerwca na odcinku SmackDown, rozległo się pukanie do drzwi Blacka, co oznacza, że ktoś przyjął jego wyzwanie. Jednak w następnym tygodniu Black stwierdził, że nikogo nie było pod jego drzwiami, kiedy odebrał i powiedział, że będzie na nich czekał na Extreme Rules. 9 lipca Cesaro z Raw został ujawniony jako tajemniczy pretendent.
Po tym, jak Ricochet zdobył United States Championship na Stomping Grounds, Luke Gallows, Karl Anderson i AJ Styles przerwali sesję zdjęciową, gratulując nowemu mistrzowi. Na następnym odcinku Raw, Styles pokonał Ricocheta w walce bez tytułu, a po walce Styles i Ricochet okazywali sobie wzajemny szacunek. W następnym tygodniu w walce o tytuł Ricochet utrzymał tytuł w starciu ze Stylesem. Po walce Gallows i Anderson próbowali wejść do ringu i szydzili ze Stylesa, który ich powstrzymał, tylko po to, by zaatakować samego Ricocheta, przechodząc heel turn. Gallows i Anderson również przyłączyli się do ataku, i ponownie zjednoczyli The Club, a kolejna walka o tytuł pomiędzy Ricochetem i Stylesem została ogłoszona na Extreme Rules.
Na Super ShowDown, Braun Strowman pokonał Bobby’ego Lashleya. 17 czerwca na odcinku Raw, Strowman wyeliminował Lashleya w Fatal 5-Way elimination matchu, by zdobyć szansę na United States Championship; Lashley z kolei pomógł w eliminacji Strowmana. W następnym tygodniu Lashley zaatakował Strowmana po przegranej walce z przeciąganiem liny. Walka ze stypulacją Falls Count Anywhere match na odcinku z 1 lipca zakończyło się bez rezultatu po tym, jak Strowman wykonał spear na Lashleyu przez ścianę wideo LED przy wejściu i obaj zostali zabrani do lokalnej placówki medycznej. Walka ze stypulacją Last Man Standing match poiędzy nimi został następnie zaplanowany na Extreme Rules.
Na ShowDown Kickoff, The Usos (Jey Uso i Jimmy Uso) pokonali The Revival (Scott Dawson i Dash Wilder). Na następnym odcinku Raw, The Revival pokonał byłych mistrzów Curta Hawkinsa i Zacka Rydera oraz The Usos i wygrali Raw Tag Team Championship. Po kolejnych feudach w kolejnych odcinkach, ogłoszono, że The Revival będzie broniło tytułów przeciwko The Usos na Extreme Rules.

## Wyniki walk
| Nr                                                                   | Wyniki | Stypulacje | Czas  |
| -------------------------------------------------------------------- | --- | --- | ----- |
| 1P                                                                   | Shinsuke Nakamura pokonał Finna Bálora (c)                                                                     | Singles match o WWE Intercontinental Championship                                                                           | 7:40  |
| 2P                                                                   | Drew Gulak (c) pokonał Tony’ego Nese                                                                           | Singles match o WWE Cruiserweight Championship                                                                              | 7:25  |
| 3                                                                    | The Undertaker i Roman Reigns pokonali Shane’a McMahona i Drew McIntyre’a                                      | No Holds Barred Tag Team match                                                                                              | 17:00 |
| 4                                                                    | The Revival (Scott Dawson i Dash Wilder) (c) pokonali The Usos (Jeya Uso i Jimmy’ego Uso)                      | Tag Team match o WWE Raw Tag Team Championship                                                                              | 12:35 |
| 5                                                                    | Aleister Black pokonał Cesaro                                                                                  | Singles match | 9:45  |
| 6                                                                    | Bayley (c) pokonała Nikki Cross i Alexę Bliss                                                                  | 2-on-1 Handicap match o WWE SmackDown Women’s Championship                                                                  | 10:30 |
| 7                                                                    | Braun Strowman pokonał Bobby’ego Lashleya                                                                      | Last Man Standing match | 17:30 |
| 8                                                                    | The New Day (Big E i Xavier Woods) pokonali Daniela Bryana i Rowana (c) oraz Heavy Machinery (Otisa i Tuckera) | Triple Threat Tag Team match o WWE SmackDown Tag Team Championship                                                          | 14:00 |
| 9                                                                    | AJ Styles (z Lukiem Gallowsem i Karlem Andersonem) pokonał Ricocheta (c)                                       | Singles match o WWE United States Championship                                                                              | 16:30 |
| 10                                                                   | Kevin Owens pokonał Dolpha Zigglera                                                                            | Singles match | 0:17  |
| 11                                                                   | Kofi Kingston (c) pokonał Samoa Joe                                                                            | Singles match o WWE Championship                                                                                            | 9:45  |
| 12                                                                   | Seth Rollins (c) i Becky Lynch (c) pokonali Barona Corbina i Lacey Evans                                       | Last Chance Winners Take All Extreme Rules Mixed Tag Team match o WWE Universal Championship i WWE Raw Women’s Championship | 19:55 |
| 13                                                                   | Brock Lesnar (z Paulem Heymanem) pokonał Setha Rollinsa (c)                                                    | Singles match o WWE Universal Championship Lesnar wykorzystał swój kontrakt Money in the Bank.                              | 0:17  |
| (c) – mistrz/mistrzyni przed walkąP – walka miała miejsce w pre-show | | |       |